# Andrew Wilson
Andrew Lawrence Wilson (Londres, Reino Unido, 16 de septiembre de 1993) es un deportista estadounidense que compite en natación, especialista en el estilo braza.
Participó en los Juegos Olímpicos de Tokio 2020, obteniendo una medalla de oro en la prueba de 4 × 100 m estilos.
Ganó una medalla de plata en el Campeonato Mundial de Natación de 2019, una medalla de oro en el Campeonato Mundial de Natación en Piscina Corta de 2018 y una medalla de oro en el Campeonato Pan-Pacífico de Natación de 2018.

## Palmarés internacional
| Juegos Olímpicos                    | Juegos Olímpicos        | Juegos Olímpicos | Juegos Olímpicos  |
| Año                                 | Lugar                   | Medalla          | Prueba            |
| ----------------------------------- | ----------------------- | ---------------- | ----------------- |
| 2020                                | Tokio (Japón)           | Medalla de oro   | 4 × 100 m estilos |
| Campeonato Mundial                  |                         |                  |                   |
| Año                                 | Lugar                   | Medalla          | Prueba            |
| 2019                                | Gwangju (Corea del Sur) | Medalla de plata | 4 × 100 m estilos |
| Campeonato Mundial en Piscina Corta |                         |                  |                   |
| Año                                 | Lugar                   | Medalla          | Prueba            |
| 2018                                | Hangzhou (China)        | Medalla de oro   | 4 × 100 m estilos |
| Campeonato Pan-Pacífico             |                         |                  |                   |
| Año                                 | Lugar                   | Medalla          | Prueba            |
| 2018                                | Tokio (Japón)           | Medalla de oro   | 4 × 100 m estilos |